# Svealand
Svealand is het middelste landsdeel van Zweden. Het heeft een oppervlakte van 80.800 km² met ruim 3,5 miljoen inwoners.
Het bestaat uit de volgende landschappen:
- Dalarna
- Närke
- Södermanland
- Uppland
- Värmland
- Västmanland

Enkele steden in Svealand zijn:
- Stockholm
- Karlstad
- Uppsala